# Poker pai gow
Il Poker pai gow è una versione americanizzata del Pai Gow, si usano carte da gioco anziché tessere del domino.
Fu creato da Sam Torosian e Fred Wolf, ideatori anche di Super Pan-9.
Il gioco si svolge con 52 carte francesi standard ed in più una jolly. È giocato su un tavolo per sei giocatori più una persona che dà le carte: il banchiere.
Ogni giocatore tenta di sconfiggere il banco.